# Гетингер, Людвик Рох
 Людвик Рох Гетингер  (пол. Ludwik Roch Gietyngier, 16 августа 1904, Жарки, Мышкувский повет — 30 ноября 1941, Дахау, Бавария) — блаженный Римско-Католической Церкви, священник, мученик. Входит в число 108 блаженных польских мучеников, беатифицированных Римским Папой Иоанном Павлом II во время его посещения Варшавы 13.06.1999 года.

## Биография
После окончания Духовной семинарии в Кельцах. 25 июня 1927 года был рукоположён в священника, после чего обучался в Ягеллонском университете. С 1929 года преподавал в средних учебных заведениях в Ченстохове, одновременно занимаясь написанием докторской диссертации. С 1929—1934 годах служил викарием прихода Святой Троицы и префектом средних школ в Бендзине.
После начала Второй мировой войны 6 октября 1941 года Людвик Рох Гетингер был арестован немецкими оккупационными властями и 30 октября 1941 года отправлен в концентрационный лагерь Дахау, где погиб через месяц 30 ноября 1941 года.
Его концентрационный номер — 28288.

## Прославление
13 июня 1999 года Людвик Рох Гетингер был беатифицирован Римским Папой Иоанном Павлом II вместе с другими польскими мучениками Второй мировой войны.
День памяти — 12 июня.

## Источник
- Jan Związek, Błogosławiony ksiądz Ludwik Roch Gietyngier, Włocławek, Wydaw. Duszpasterstwa Rolników, 2001. ISBN 83-88743-48-1